# Fandilas
San Fandila (ou saint Fandille en français) est un moine du IXe siècle. Il devient prêtre et abbé, puis est martyrisé à Cordoue en Andalousie, en 853.

## Biographie
Natif de Guadix, il fait ses études à Cordoue ; il embrasse la vie monastique et se retira au monastère de Tabane. Modèle de vertu, il est appelé par les moines de Pinamellar qui le demandent pour abbé et l'ordonne prêtre afin de le constituer supérieur de la double communauté des moines et des religieuses.
Mohamed Ier, émir omeyyade de Cordoue en 823, ayant entrepris d'achever l'élimination des chrétiens entreprise par son père, Abd al-Rahman II, fait abattre la plupart des églises, charge les chrétiens de nouveaux impôts et chasse de son palais ceux qui y sont à son service. Les procès et les décapitations se multiplient. Saint Fandille se rend aux tribunaux pour menacer les juges des jugements de Dieu. Arrêté sur le champ, il est condamné à la décapitation pour avoir pris la liberté de parler du faux prophète de la religion des Maures ; sont également décapités le même jour Saint Anastase, prêtre de Cordoue, et Saint Félix, moine d'Asturie, qui avaient réfuté publiquement les erreurs du Coran.